# The Last Ninja
The Last Ninja — компьютерная игра в жанре action-adventure, первоначально разработанная и изданная компанией System 3 в 1987 году для Commodore 64. Позднее была портирована на другие платформы: Apple IIgs, DOS, BBC Micro и Acorn Electron — в 1988 году; Amiga и Atari ST — в 1989 году; Acorn Archimedes — в 1991 году.
The Last Ninja стала одной из самых успешных игр, выпущенных для Commodore 64. Как первая в серии, она установила стандарт внешнего вида и особенностей игрового процесса, воспроизведённого в сиквелах: Last Ninja 2 и Last Ninja 3.

## Игровой процесс
The Last Ninja сочетает в себе исследование мира, решение головоломок и сражения. Цель игры — провести главного героя, ниндзя Армакуни (Armakuni), во дворец злобного сёгуна Кунитоки (Kunitoki), чтобы убить его, мстя за свой клан, и получить священные свитки. По мере продвижения игрока его враги становятся всё искуснее, так как тоже изучают путь ниндзя.
Интерфейс игры показывает энергию противника, найденные предметы, здоровье игрока и оружие. Мир показан в изометрической проекции, в нём можно перемещаться в восьми направлениях. Управление осуществляется относительно игрока и направления его взгляда. Преодоление препятствий и ловушек требует точности управления. Некоторые объекты, например, святилища Будды, подсказывают, что искать дальше, если преклонить перед ними колени. Искомые предметы часто скрыты в деревьях и кустах и мигаю при первом появлении ниндзя на данном экране.
Атака выполняется с помощью комбинаций кнопок движения и выстрела, определяя цель удара: голова, туловище, ноги. Может использоваться оружие: ниндзято, нунчаки, бо, сюрикэ и дымовые бомбы.
Остров Лин Фэнь, на котором происходят события, разделен на шесть отдельных секций. Их нужно проходить последовательно.
The Wastelands
Яркие зеленые луга, окружённые скалами. Секция состоит из 25 экранов. Чтобы преодолеть болото, Армакуни должен прыгать с камня на камень. На этом уровне также живёт огнедышащий дракон.
The Wilderness
Горные хребты, пещеры и небольшой бамбуковый лес. Секция состоит из 27 экранов. Армакуни нудно сначала взбираться вверх по крутому утёсу, а затем спускаться вниз, выполняя прыжки над расщелинами.
The Palace Gardens
Сады умиротворения, где летают белые голуби, сверкают великолепные водопады и пышно цветут роскошные клумбы. Состоит из 25 экранов. Здесь находится разрушенный храм Будды и живёт синий дракон.
The Dungeons
Зловещее подземелье с пыточными камерами и тёмными тупиками. за Состоит из 24 экранов. Уровень населяют пауки, крысы, призраки и скелеты.
The Palace
Дворец, оформленный в японском стиле. Состоит из 15 экранов. Противники — многочисленные стражники с большим опытом сражений. В конце зала находится статуя, стреляющая мечами, которую можно пройти, плотно прижавшись к стене.
The Inner Sanctum
Заключительная секция с тайным проходом и зловещей статуей лучника. Состоит из 15 экранов, приводящих к финальной битве с Кунитоки. После победы над врагом появляются священные свитки.

## Разработка и выпуск
Изначально для компании System 3 игру почти год разрабатывала венгерская команда SoftView, но в итоге сроки были сорваны, полученный аванс возвращён, а студия в титрах не упоминались. Для выпуска игры на нескольких платформах разработчики использовали собственные язык программирования, похожий на Форт, и движок-интегратор. SoftView успела подготовить несколько уровней, но в конце концов Марк Кейл, глава System 3, перенёс разработку обратно в Лондон, а движок для Commodore 64 переписал Джон Твидди.
Кейл утверждал, что концепция игры, совмещение жанра боевика и приключения, изометрический вид и главный герой-ниндзя были придуманы им. Псевдотрёхмерная графика использовалась, поскольку полноценную 3D-картинку маломощные компьютеры того времени воспроизвести не могли. По его словам, игра должна была стать трёхмерным воплощением Adventure для Атари 2600.
Хотя изначально венгерская команда разрабатывала игру нескольких платформ, релиз состоялся только на Commodore 64. Версии для других платформ вышли позднее: Activision выпустила игру для Apple IIgs в 1987 году, для Atari ST и MS-DOS — в 1988 году. Superior Software стала издателем игры для BBC Micro и Acorn Electron в 1988 году, для Acorn Archimedes — в 1992 году. Версии для Amstrad CPC и ZX Spectrum так и не появились несмотря на то, что их разработка велась. В 2008 году в Европе состоялся перевыпуск игры для Virtual Console, в 2009 году в Северной Америке она стала одной из первых трёх игра для виртуальной консоли С64.

## Оценки
| Иноязычные издания       | Иноязычные издания |
| Издание                  | Оценка             |
| ------------------------ | ------------------ |
| Amiga Format             | 78%                |
| Commodore User           | 85 %               |
| Datormagazin             | 4/5                |
| Zzap!64                  | 94 %               |
| .info                    | 4/5                |
| Electron User            | 9/10               |
| Amiga User International | 81 %               |
| Amiga Force              | 71 %               |

Computer Gaming World писал, что графику The Last Ninja можно без преувеличения назвать совершенной. Игра оказалась самой успешной оригинальной разработкой для Commodore С64. В Европе продажи для этой платформы составили свыше 750,000 экземпляров, общие продажи во всём мире для всех платформ превысили 2 млн экземпляров. По собственным данным System 3, всего игра разошлась почти в 4 млн копий.
Игра завоевала множество наград и получила всеобщее одобрение критиков за оригинальную концепцию и инновационные решения. Она также претендовала на титул «Игра года» премии Golden Joystick Awards 1988 года. Сайт UGO писал в 2008 году, что для игры более чем 20-летней давности The Last Ninja имеет удивительно развитую боевую систему, позволяющую атаковать определенные части тела, большой выбор оружия оружия и интересный поиск скрытых предметов.